# Château d'Odawara
 (septembre 2016).
Le château d'Odawara (小田原城, Odawara-jō) est un château japonais situé dans la ville d'Odawara, préfecture de Kanagawa au Japon.

## Histoire
Odawara était un bastion du clan Doi durant l'époque de Kamakura et une résidence fortifiée construite par leur branche collatérale, le clan Kobayakawa, se tenait sur le site de l'actuel château. Après la révolte d'Uesugi Zenshū de 1416, Odawara passa sous le contrôle du clan Omori de la province de Suruga qui, à son tour, fut défait par Ise Moritoki de la province d'Izu, fondateur du clan Go-Hōjō en 1495[réf. souhaitée]. Cinq générations du clan Go-Hōjō améliorèrent et développèrent les fortifications du château d'Odawara comme centre de leur domaine qui comprenait l'essentiel de la région de Kantō.
Durant l'époque de Muromachi, le château possédait de très fortes défenses car il était situé sur une colline entourée de douves en eau du côté extérieur et de fossés sur le flanc de la colline avec des talus, des murs et des falaises situés tout autour de la forteresse, permettant aux défenseurs de repousser les attaques des grands guerriers Uesugi Kenshin, en 1561, et Takeda Shingen, en 1569[réf. souhaitée]. Cependant, durant le siège d'Odawara (1590), Toyotomi Hideyoshi força la reddition du clan Hōjō par la combinaison d'un siège de trois mois et de leurres. Après avoir ordonné la destruction des fortifications, il octroya les possessions du clan Hōjō à Tokugawa Ieyasu.
Après qu'Ieyasu a terminé le château d'Edo, il donna le château d'Odawara à Ōkubo Tadayo, un de ses obligés les plus importants, qui reconstruit le château dans sa présente forme à une échelle considérablement réduite, tout le bâtiment se trouvant dans ce qui était la troisième motte castrale du château original du clan Hōjo[réf. souhaitée]. À part une interruption de 1619 à 1685, durant laquelle le clan Inaba rénova considérablement le château[réf. souhaitée], le clan Ōkubo régna sur le domaine d'Odawara à partir du château d'Odawara jusqu'à la restauration Meiji.
Tokugawa Iemitsu, le troisième shogun Tokugawa, visita le château en 1634. Le tenshu (donjon) érigé par le clan Inaba fut détruit par un séisme en 1703 mais a été reconstruit dès 1706.
Le nouveau gouvernement de Meiji ordonna la destruction de toutes les anciennes fortifications féodales et, en conséquence, toutes les structures du château furent détruites de 1870 à 1872, la base en pierre de l'ancien tenshu servant de fondations pour un sanctuaire shinto, le Ōkubo-jinja, dédié aux esprits des générations de daimyos Ōkubo. En 1909, la villa impériale de Hayama fut construite à l'intérieur du site délimité par les anciennes enceintes castrales intérieures. La villa impériale fut détruite en 1923 par le grand séisme Kanto. Des travaux de restauration de très piètre qualité furent menés sur les murs en pierres en 1930-1931. En 1935, deux des yagura (poivrières) restantes (qui avaient été détruites par le séisme de 1923) furent reconstruites mais à l'échelle 1/2.
En 1938, le site du château fut déclaré « monument historique national », la zone de préservation historique du site étant étendue en 1959, et encore en 1976 en fonction de fouilles archéologiques futures.
En 1950, des réparations furent faites à la base en pierres de l'ancien donjon qui était en ruines depuis le grand séisme Kanto et l'endroit fut aménagé pour devenir le parc du château d'Odawara qui comprend un musée d'art, un musée d'histoire locale, la bibliothèque de la ville, un parc d'attractions et un zoo. Le tenshu à trois niveaux et cinq étages au sommet duquel se trouve un observatoire fut reconstruit en béton en 1960 pour célébrer le vingtième anniversaire de la proclamation du statut de ville d'Odawara. Le tenshu reconstruit n'est cependant pas historiquement fidèle à l'original car une plate-forme d'observation a été ajoutée à la demande des autorités touristiques de la ville. Depuis la fin des années 1960, des plans ont été envisagés pour restaurer de façon plus précise le site central du château tel qu'il était à la fin de la période Edo. Ces plans ont amené la reconstruction de la porte Tokiwagi (常磐木門) en 1971, de la porte Akagane (銅門) en 1997 et de la porte Umadashi (馬出門) en 2009.
Le château d'Odawara a été intégré dans la liste des cent châteaux japonais remarquables par la « fondation des châteaux japonais » en 2006.

## Description
La porte Umadashi est l'entrée principale du château, qui se fait par le pont Manabi. La porte Akagane mène ensuite à la deuxième enceinte, partie du château où habitait le seigneur. La porte Tokiwagi s'ouvre enfin sur le donjon principal du château. Les tuiles du toit de l'enceinte principale (hommaru) et des portails du château sont sertis du blason du clan des Tokugawa : trois feuilles de primerose (mitsuba aoi).
Le donjon principal du château, avec ses 27,2 mètres de haut (38,7 mètres en incluant les remparts en pierre), est le plus haut de tout le Japon de l'Est. Les faîtes des toitures sont ornés de shachihoko, des poissons à tête de tigre censés protéger contre les incendies. À l'intérieur se trouvent des armures, des épées, des documents et des illustrations sur le château.
Le parc du château abrite des pruniers, des cerisiers, des glycines et des iris.

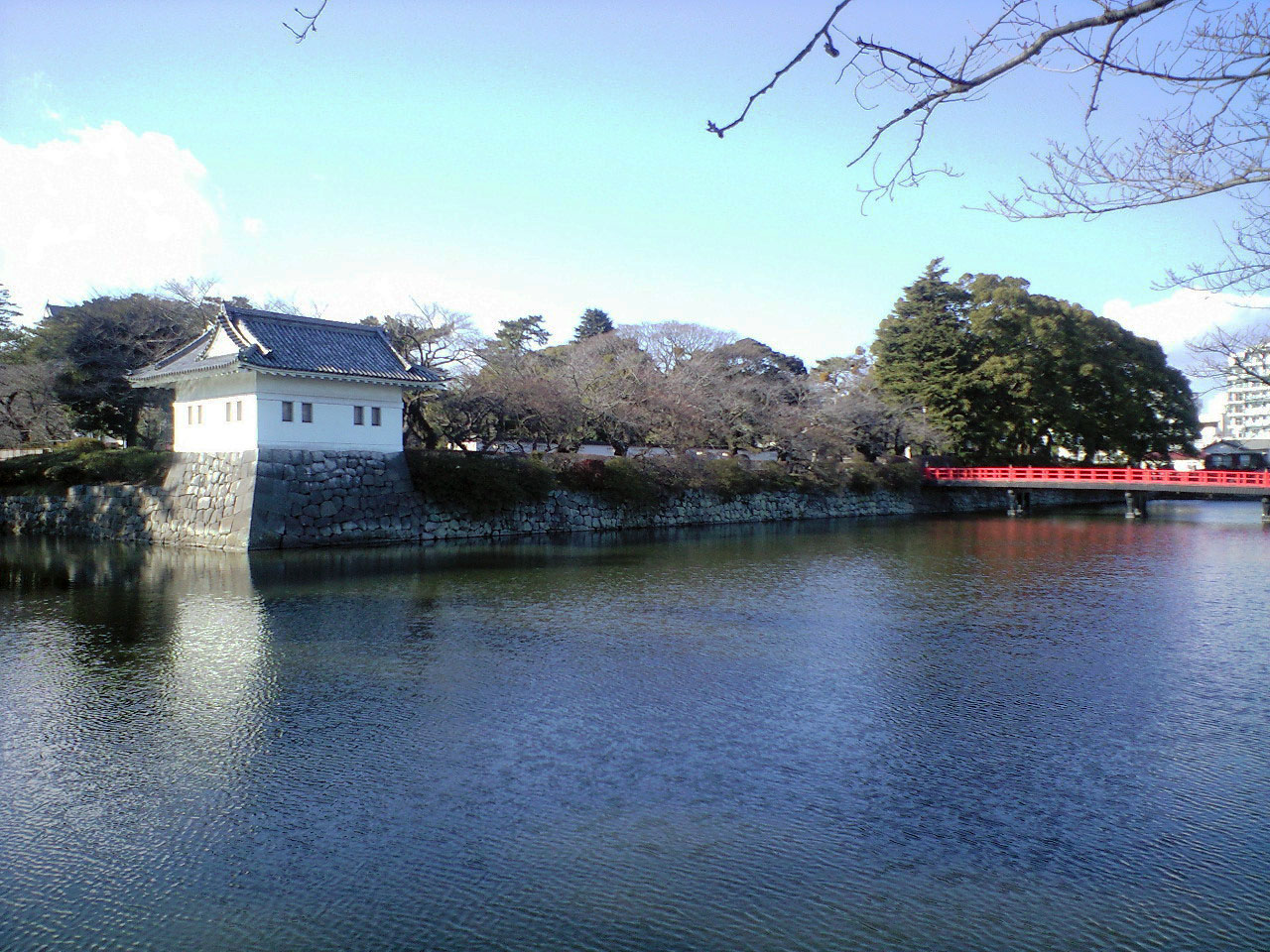
Tour d'angle (reconstruite) avec le pont Manabi.
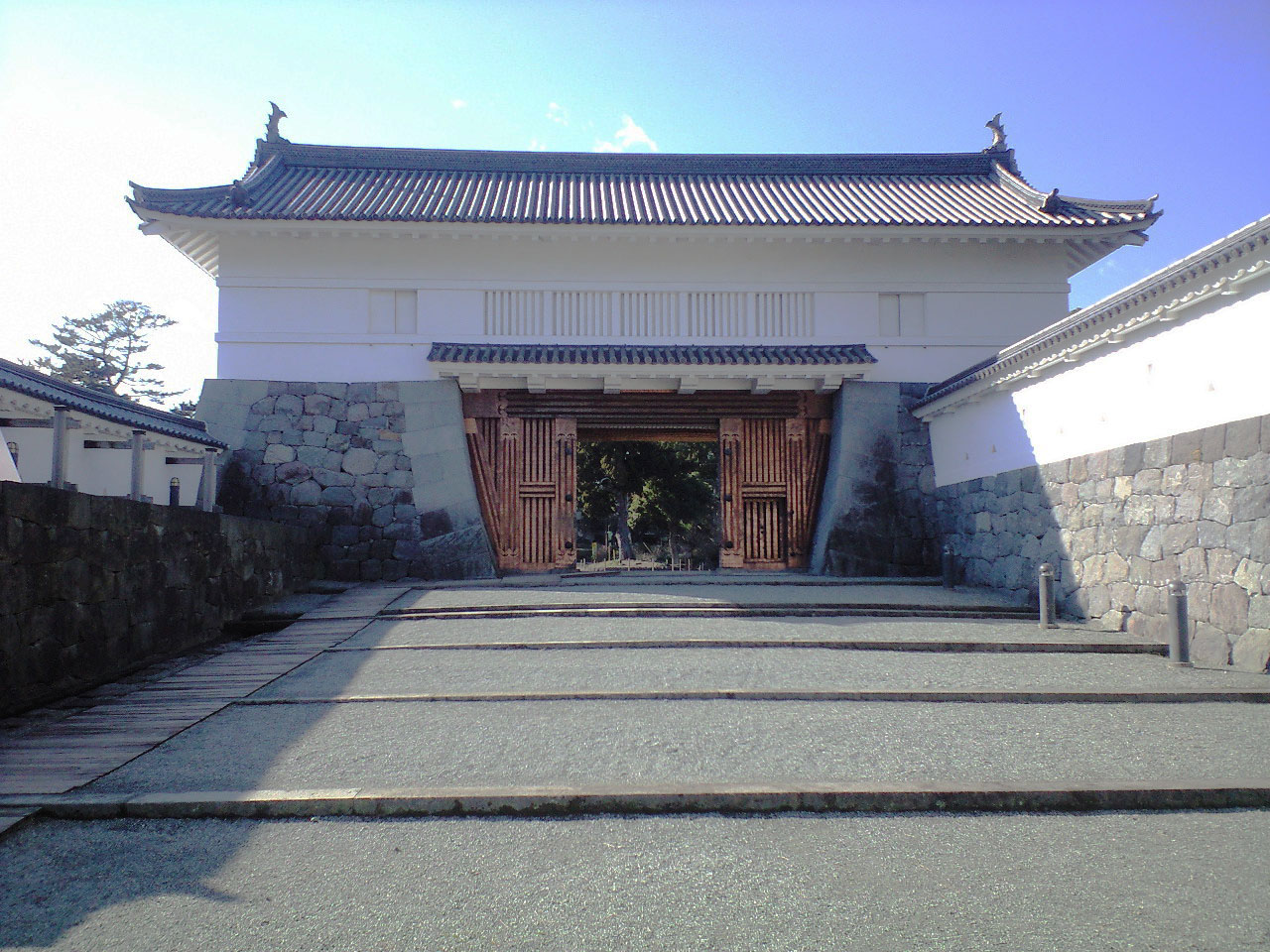
Porte Akagane.
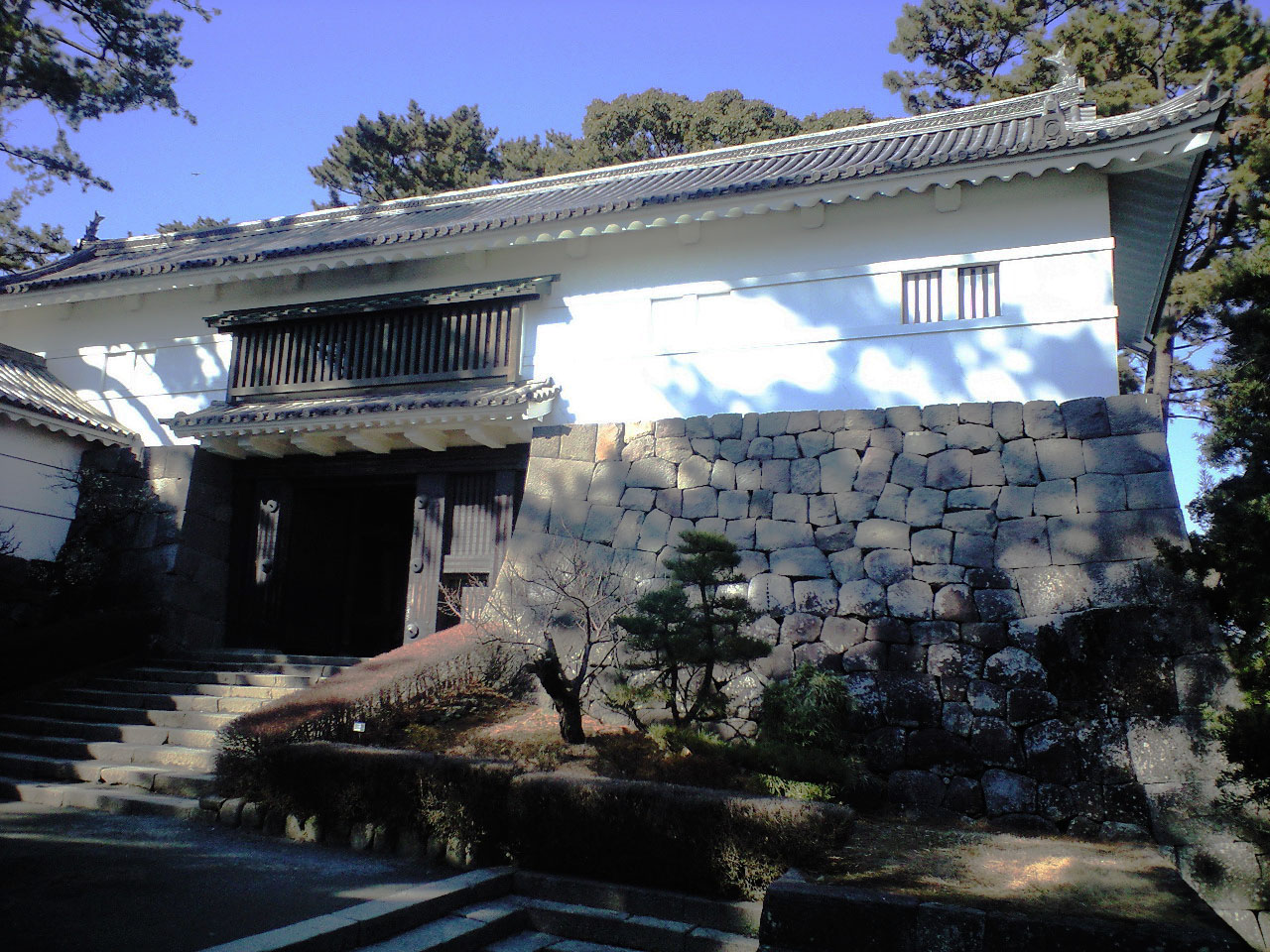
Porte Tokiwagi.